# Außernzell
Außernzell est une commune de Bavière (Allemagne), située dans l'arrondissement de Deggendorf, dans le district de Basse-Bavière.